# Bernard Bardin
Pour les articles homonymes, voir Bardin.
Bernard Bardin, né le 2 août 1934 à Cervon (Nièvre) et mort le 2 février 2023 à Nevers,,,, est un homme politique français. 

## Biographie
Bernard Bardin, enseignant au collège de Clamecy, qui est assistant parlementaire puis suppléant de François Mitterrand quand celui-ci est député de la Nièvre, fait une carrière politique dans la Nièvre. À la suite du désistement de Pierre Bérégovoy, Bernard Bardin est désigné par François Mitterrand président du conseil général de la Nièvre en 1986 et assume cette fonction jusqu'en 2001.
Élu maire de Clamecy en 1977, il conserve cette fonction trente et un ans, jusqu'en 2008. Pendant ces mandats, il dote la ville d’une salle polyvalente, d’équipements culturels et sportifs. Un secteur sauvegardé, reconnaissant la valeur du centre ancien, fut créé en 1985. La bibliothèque est transformée en une médiathèque que François Mitterrand vint inaugurer en 1987.

## Détail des fonctions et des mandats
Mandats locaux
- 1977 - 1983 : Maire de Clamecy
- 1983 - 1989 : Maire de Clamecy
- 1989 - 1995 : Maire de Clamecy
- 1995 - 2001 : Maire de Clamecy
- 2001 - 2008 : Maire de Clamecy
- 1976 - 1982 : Conseiller général du canton de Clamecy
- 1982 - 1988 : Conseiller général du canton de Clamecy
- 1988 - 1994 : Conseiller général du canton de Clamecy
- 1994 - 2001 : Conseiller général du canton de Clamecy
- 1986 - 1991 : Président du Conseil général de la Nièvre
- 1991 - 1996 : Président du Conseil général de la Nièvre
- 1996 - 2001 : Président du Conseil général de la Nièvre

Mandats parlementaires
- 14 juin 1981 - 1er avril 1986 : Député de la 3e circonscription de la Nièvre
- 16 mars 1986 - 14 mai 1988 : Député de la Nièvre
- 5 juin 1988 - 1er avril 1993 : Député de la 3e circonscription de la Nièvre